# 禿岳
禿岳（かむろだけ）は、宮城県大崎市鳴子温泉鬼首と山形県最上郡最上町とにまたがる標高1,261.7mの山である。栗駒国定公園内にある二等三角点（点名「小鏑」）の山。
「小鏑山（こかぶらやま）」とも呼ばれ、鬼首カルデラ外輪山の最高峰であり主に花崗閃緑岩で成り立っている。なお、その急峻な山容から「リトル谷川岳」という愛称で親しまれている。すぐ近くの神室山と区別するため「はげかむろ」と呼ばれる事もある。

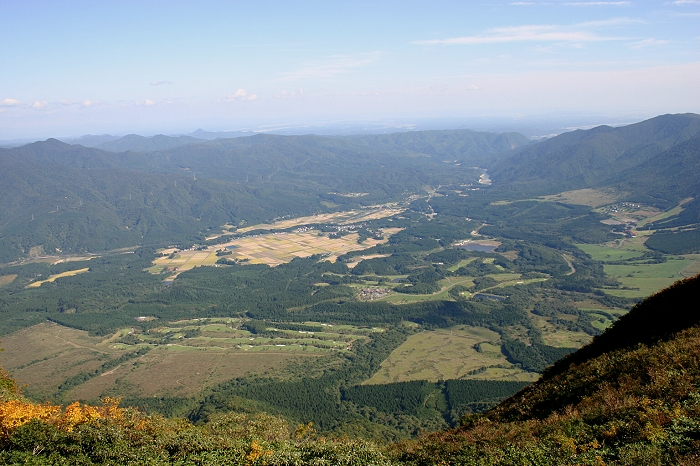
山頂から俯瞰する鬼首カルデラと陸前平野

## 近隣の山
- 花渕山（984.6m）
- 小柴山（1,055.8m）
- 荒雄岳（984.2m）
- 虎毛山（1,432.9m）
- 神室山（1,342.2m）